# موندإير
موندإير كانت شركة طيران مغربية تتخذ من أكادير مقرا لها، وتقدم خدمات الطيران منخفض التكلفة. حيث تم تأسيسها من طرف مستثمرين مغاربة خواص.
حطت أول رحلة للشركة عام 2002 بأكادير

## معلومات رمزية
- رمز إيكاو : MMA
- رمز التسمية: Mondair [2]

## الوجهات
كانت موندإير تُنظم رحلات للركاب من أكادير إلى باريس، كما تربط هذه الأخيرة بمدن مغربية أخرى مثل فاس، مراكش ووجدة.

## الأسطول
كانت الشركة تشغل الأسطول التالي:
- 2 طائرات من طراز بوينغ 300-737

## وصلات خارجية
- الموقع الرسمي لموندإير